# Розебург
Розебург (нем. Roseburg) — община в Германии, в земле Шлезвиг-Гольштейн. 
Входит в состав района Герцогство Лауэнбург. Подчиняется управлению Бюхен.  Население составляет 505 человек (на 31 декабря 2010 года). Занимает площадь 16,23 км².